# Egerág
Egerág is een plaats (község) en gemeente in het Hongaarse comitaat Baranya. Egerág telt 1004 inwoners (2001).